# سارية الجزائري
سارية محمد جمال الجزائري (12 سبتمبر 1990، عمان الأردن) لاعب فنون قتالية سوري، يحمل الحزام الأسود 5 دان من الاتحاد العربي للكيك بوكسينج 
لعب عدة بطولات دولية و عربية وعدة بطولات في المملكة الأردنية الهاشمية. ويلعب إضافة إلى رياضة الكيك بوكسينغ رياضة التاي بوكسينغ وكونج فو وهو صاحب ذهبية عرب في رياضة الكونج فو. مدربه الكابتن الدولي عيسى أبو نصار ويتمرن مع مركز الاقصى للفنون القتالية، وزنه 57 كج.

## الميداليات
1. 2012 ذهبية وزن ( 57 كغم ) في بطولة الاندية العربية الثالثة للكيك بوكسينغ بمصر

- 2011 برونزية وزن (تحت 65 كغم)، في بطولة الاندية العربية الخامسة للوشو كونغ فو بالأردن .
- 2010 فضية وزن (57 كغم) ، في بطولة الاندية العربية الثانية للكيك بوكسينغ بالأردن
- 2010 ذهبية وزن (60 كغم) ، في بطولة الدول الإسكندنافية المفتوحة للكيك بوكسينغ بالنرويج .[3]
- 2010 برونزية وزن (57 كغم) ، في بطولة الاندية العربية الأولى للكيك بوكسينغ بالأردن .[4]
- 2009 برونزية وزن (57 كغم)، في بطولة الدول الإسكندنافية المفتوحة للكيك بوكسينغ بالنرويج .[5]
- 2009 ذهبية وزن (تحت 56 كغم)، في بطولة الاندية العربية الثالثة للوشو كونغ فو بالأردن .
- 2008 برونزية وزن (56 كغم) ، في بطولة الاندية العربية الثانية للوشو كونغ فو بالأردن .
- 2008 ذهبية وزن (63 كغم) ، في ليلة ابطال العالم للكيك بوكسينغ بالأردن.
- 2008 فضية وزن (56 كغم) ، في بطولة الاندية العربية الأولى للوشو كونغ فو بالأردن .
- 2007 فضية وزن (00 كغم) ، في بطولة الاندية العربية الثانية للشباب بالكيك بوكسينغ بالأردن.

## وصلات خارجية
مدونة سارية الجزائري